# Salmsach
Salmsach es una comuna suiza del cantón de Turgovia, situada en el distrito de Arbon. Limita al norte con la comuna de Romanshorn, al este con el lago de Constanza y la comuna de Friedrichshafen (GER-BW), al sur con Egnach, y al oeste con Hefenhofen y Amriswil.